# Stegodontidae
Stegodontidae — вимерла родина хоботних з Африки та Азії (з єдиною появою в Європі) з міоцену (15.97 Ma) до пізнього плейстоцену, деякі дослідження припускають, що деякі з них дожили до голоцену в Китаї аж до 4.1 ka, хоча це питання спірне. Він містить два роди: більш ранній Stegolophodon, відомий з раннього міоцену в Азії, і пізніший Stegodon, від пізнього міоцену до пізнього плейстоцену в Африці та Азії (з єдиним випадком у Греції), який походить від першого. Група відома своїми пластинчастими лофами на зубах, які схожі на зуби слонів і відрізняються від зубів інших вимерлих хоботних, таких як гомфотери та мастодонти. Однак ця схожість із сучасними слонами, можливо, виникла конвергентно.

## Таксономія
Stegodontidae назвав Осборн (1918). Це було призначено Mammutoidea Керроллом (1988); до Elephantoidea Ламберта та Шошані (1998); і до Elephantoidea Shoshani et al. (2006). Він містить 2 вимерлі роди слоноподібних:
| Stegodontidae | \| \| Stegolophodon \| \| \| \| \| \| Stegodon \| \| \| \| |
|               | \| \| Stegolophodon \| \| \| \| \| \| Stegodon \| \| \| \| |
|               | Stegolophodon                                              |
|               |                                                            |
|               | Stegodon                                                   |
|               |                                                            |

|  | Stegolophodon |
|  |               |
|  | Stegodon      |
|  |               |

Як і у всіх хоботних, позиція клади невизначена: деякі автори вважають її дочірньою кладою Elephantidae, тоді як інші вважають Stegodontidae сестринською кладою Elephantidae.